# Хорошев, Александр Степанович
Алекса́ндр Степа́нович Хоро́шев (14 мая 1941, Москва — 15 сентября 2007, там же) — советский и российский историк и археолог, доктор исторических наук, профессор.

## Биография
Родился в семье военного юриста. В 1958 г. завершил обучение в средней школе г. Новороссийска. С 1960 по 1965 г. учился на историческом факультете Московского государственного университета. После завершения обучения работал редактором в Научно-редакторской картосоставительной части Главного управления геодезии и картографии. В 1968 г. ушёл с редакторской работы и поступил в аспирантуру на кафедру археологии исторического факультета Московского университета, которую и закончил в 1971 г. В 1972 г. под руководством В. Л. Янина была защищена кандидатская диссертация по теме «Церковь в социально-политической структуре Новгорода (X—XV вв.)». В 1987 г. была защищена докторская диссертация по теме «Политическая история русской канонизации (XI—XVI вв.)».
В Московском университете на кафедре археологии он проработал с 1972 по 2007 г. (прошёл путь от младшего научного сотрудника до профессора). Занимал должность заместителя начальника Новгородской археологической экспедиции. С 1992 по 2007 г. стоял во главе Центра по организации и обеспечению археологических исследований при Новгородском музее. Участвовал в археологических экспедициях на раскопках г. Новгорода.
Научными интересами А. С. Хорошева были история Русской православной церкви, археология и история средневекового Новгородского государства.
Отпевание прошло 18 сентября в церкви Преображения Господня в г. Балашиха. Похоронен на Новском кладбище Балашихи.

## Семья
- Отец — Степан Зиновьевич (род. 27.11.1918), участник Великой Отечественной войны, военный юрист.
- Мать — Ангелина Сергеевна (в девичестве Тугаринова) (род. 23.11.1921).
- Брат — Сергей Степанович.
- Первая жена — Верходубова Анна Вениаминовна (род. 27.10.1941).
- Вторая жена — Взорова Татьяна Евгеньевна.
- Сын — Сергей (род. 14.06.1964), его жена Калистратова Юлия Альбертовна (род. 1966), их дочки Елизавета (26.06.1986) и Софья (28.01.1989).
- Дочь — Ольга (по мужу Сиротина).

## Научные труды

### Книги
- Колчин Б. А., Хорошев А. С., Янин В. Л. Усадьба новгородского художника XII в. — М.: Наука, 1981. — 168 с.
- Хорошев А. С. Политическая история русской канонизации (X—XVI вв.). — М.: Московский государственный университет, 1986. — 207 с.
- Хорошев А. С. Церковь в социально-политической системе Новгородской феодальной республики. — М.: Московский государственный университет, 1980. — 224 с.

### Статьи
- Хорошев А. С. Бани в усадебной застройке Новгорода: По материалам Троицкого раскопа // Историческая археология: Традиции и перспективы: К 80-летию Д. А. Авдусина. — М., 1998. — С. 301—306.
- Хорошев А. С. Боярское строительство в новгородском Аркаже монастыре // Вестник Московского университета. Серия 9: История. — 1966. — № 2. — С. 77-82.
- Хорошев А. С. Детские игрушки из Новгорода: Классификационный обзор археологических находок // Новгород и Новгородская земля. — 1998. — Вып. 12. — С. 82-94.
- Хорошев А. С. Знаменская икона: Древнейшая святыня Новгорода // Великий Новгород в истории средневековой Европы: К 70-летию В. Л. Янина. — М., 1999. — С. 180—186.
- Хорошев А. С. Из истории борьбы Новгорода против Москвы: Местная канонизация 30-40-х годов XV в. // Вестник Московского университета. Серия 9: История. — 1971. — № 6. — С. 54-61.
- Хорошев А. С. К 25-летию открытия берестяных грамот // Вестник Московского университета. Серия 9: История. — 1976. — № 4. — С. 93-96.
- Хорошев А. С. К вопросу о «языческом могильнике» на Ярославовом дворище // История и культура древнерусского города. — М., 1989. — С. 89-99.
- Хорошев А. С. Культурный слой Новгорода как экологическая структура: Факторы формирования, история изучения, история разрушения, проблемы охраны // Новгородская Русь: Историческое пространство и культурное наследие: Сборник научных трудов. — Екатеринбург, 2000. — С. 12-25.
- Хорошев А. С. Летописные списки новгородских владык // Новгородский исторический сборник. — Л., 1984. — Вып. 2 (12). — С. 127—142.
- Хорошев А. С. Батыевщина и церковная проповедь непротивления // Вопросы научного атеизма. Вып. 37. Православие в истории России / Редкол. В. И. Гараджа (отв. ред.) и др.; Акад. обществ. наук ЦК КПСС. Ин-т научного атеизма. — М.: Мысль, 1988. — С. 131-139. — 303 с. — 20 700 экз. — ISBN 5-244-00202-3.
- Хорошев А. С. Новгородские усадьбы и система городского землевладения по археологическим данным // Новгород и Новгородская земля. — 1997. — Вып. 11. — С. 37-41.
- Хорошев А. С. Новые материалы по археологии Неревского конца // Новгородский сборник: 50 лет раскопок Новгорода. — М., 1982. — С. 239—268.
- Хорошев А. С. Раскопы южной части Плотницкого конца // Археологическое изучение Новгорода. — М., 1978. — С. 174—196.
- Хорошев А. С. Седло начала XIII в. из Новгорода // Восточная Европа в Средневековье: К 80-летию В. В. Седова. — М., 2004. — С. 329—341.
- Хорошев А. С. Христианизация Руси по археологическим данным // Природа. — 1988. — № 7. — С. 68-76.